# David Israel de la Torre Altamirano

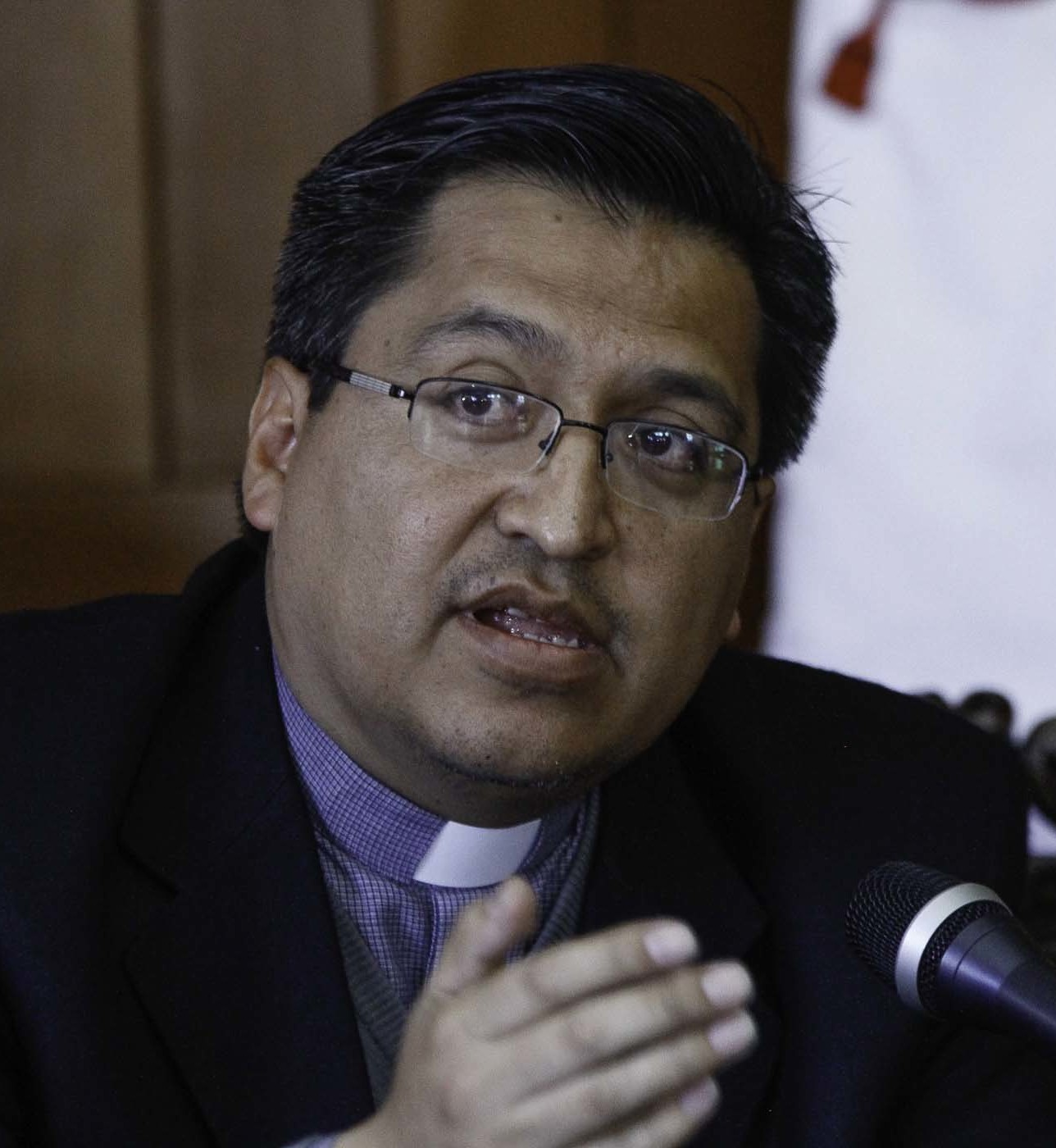
David Israel de la Torre Altamirano

Bischofswappen

David Israel de la Torre Altamirano SSCC (* 8. November 1972 in Quito) ist ein ecuadorianischer Ordensgeistlicher und römisch-katholischer Weihbischof in Quito.

## Leben
David Israel De la Torre Altamirano trat 1990 der Ordensgemeinschaft der Arnsteiner Patres bei und legte am 27. März 1995 die Profess ab. Er studierte zunächst an der Päpstlichen Katholischen Universität von Ecuador und später am Centre Sèvres sowie am Institut Catholique de Paris, wo er das Lizenziat der Theologie erwarb. Am 3. August 2001 empfing er durch den Erzbischof von Quito, Antonio Kardinal González Zumárraga, das Sakrament der Priesterweihe.
Von 2003 bis 2009 leitete er das Zentrum der Hochschulpastoral in Quito. Seit 2003 lehrte er als Professor an der Schule für Theologie der Päpstlichen Katholischen Universität von Ecuador, deren Leitung er 2007 übernahm. Von 2008 bis zu seiner Ernennung zum Bischof war er zudem Pfarrer der Pfarrei Heiligste Herzen und San Carlos in Quito. In seiner Ordensgemeinschaft war er von 2004 bis 2007 Ökonom und anschließend bis 2017 Ordensoberer der ecuadorianischen Vizeprovinz. Außerdem koordinierte er die Erstausbildung seines Ordens in Lateinamerika. Beim Pastoralbesuch Papst Franziskus’ im Juli 2015 in Ecuador war er Pressesprecher der ecuadorianischen Bischofskonferenz.
Am 18. Oktober 2019 ernannte ihn Papst Franziskus zum Titularbischof von Bagai und zum Weihbischof in Quito. Der Erzbischof von Quito, Alfredo Espinoza Mateus SDB, spendete ihm am 7. Dezember desselben Jahres die Bischofsweihe. Mitkonsekratoren waren der Apostolische Nuntius in Ecuador, Erzbischof Andrés Carrascosa Coso, und Vincente Danilo Echeverría Verdesoto, Weihbischof in Quito.